# ちちり (映画)
『ちちり』は、2010年に劇場公開された日本映画。5人の映画監督によるオムニバス映画。

## 概要
FAITHentertainmentが主催しているワークショップ＠フェイスの企画で5人の監督が予算、時間、脚本を同一の条件下で演出された5つのショートムービー。
ワークショップに参加した俳優をキャスティングしている為、同じ登場人物を色々な役者が演じている。
各監督のタイトルの後にサブタイトルがついている。

## 監督
- 細野辰興「ちちり-盗-」
- 五十嵐匠「ちちり-現-」
- サトウトシキ「ちちり-欺-」
- いまおかしんじ「ちちり-蒼-」
- 窪田将治「ちちり-哀-」

## キャスト
- 有馬えりか
- 安亜希子
- 井川祐輔
- 伊勢みはと
- 井出ちはる
- 内田晴子
- 浦井なお
- 江藤亜耶
- 大木三郎
- 斉木里絵
- 佐治和也
- 佐藤真衣
- 佐山智広
- 白州本樹
- 鈴木さや香
- 橘仁美
- 田村真
- 椿田亜衣
- 西岡正義
- パスタ功次郎
- 土方くるみ
- 福井弘一
- 前田典彦
- 水野祐樹
- 山本宗介
- 優
- 横山美智代